# Raidlight
Raidlight est une entreprise française fondée en 1999 par Benoît Laval. Situé à Saint-Pierre-de-Chartreuse dans l'Isère (38) au cœur des Alpes, cet équipementier sportif français est actif dans l'univers du trail, la course à pied et la randonnée légère dont une partie de la production est fabriquée en France. 
Rachetée en 2016 par le Groupe Rossignol, Raidlight (ainsi que la marque Vertical) quitte le groupe en Août 2020, repris par Benoit Laval et des actionnaires privés.
La SAS RAIDLIGHT regroupe désormais les entités Raidlight et Vertical

## Historique
RaidLight débute avec 15 000 €, une dizaine de produits au catalogue. Deux ans plus tard, le premier salarié est embauché. À partir de 2006, les produits sont exportés en Europe. Avec une croissance à deux chiffres sans interruption depuis 1999, Raidlight atteint 15 salariés et 1,2M€ en 2009, et réalise une première levée de fonds.
En 2009, Benoit Laval intègre l'équipe de France de trail et reçoit le trophée de Chef d’entreprise de la Loire. La même année, Raidlight acquiert le label « Made In France », l'entreprise fabriquant une partie de ses produits en France. En 2010, Raidlight intègre le groupe « OSEO excellence ». La même année, Raidlight rachète la marque Vertical,, marque de vêtements de randonnée et d’alpinisme. La fusion des deux entreprises est opérée en 2011. Désirant s'agrandir, l'entreprise quitte la Loire et emménage en 2011 à Saint-Pierre-de-Chartreuse dans un bâtiment « Outdoor LAB » conçu sur mesure pour accueillir les clients pour qu’ils participent à la conception, au test des produits, mais aussi pour le cadre de vie de ses salariés. Simultanément naît l'idée de création d'une « Station de trail », qui ouvre peu après.
À ses débuts, RaidLight se développe avec des méthodes d'expertise en « open innovation » dès 2008, et de communication sociale autour d’une large communauté d’utilisateurs dès 2008. Depuis quelque temps, l'entreprise cherche à échanger avec ses clients : le but est de permettre à chacun de faire part d'une évolution produit qu'il souhaiterait voir et d'obtenir des retours d'information de la part des clients ou testeurs. À titre d'exemple, la chaussure Raidlight Team R-Light 001 (première chaussure de la marque) est le fruit de plus de 250 idées émises via cet outil.
En Août 2016, le Groupe Rossignol annonce racheter les marques Raidlight et Vertical. Ce rachat ayant pour but de compléter les offres Outdoor de la marque. 

### Réseau national de station de trail
En parallèle du concept d’accueillir les pratiquants pour qu’ils partagent leur passion, avec Raidlight, Benoit Laval crée avec les collectivités locales la 1re Station de Trail en 2011 qui sont des espaces d’accueil, parcours balisés, de communication, de services autour de la pratique du Trail, et le 1er Espace de ski-de-rando en 2012. Ces concepts, qui attirent plus de 10 000 personnes chaque année en Chartreuse, sont récompensés de plusieurs prix pour leur sens du développement économique et touristique des territoires. En 2015 le réseau comptera 15 territoires adhérents, en France, en Espagne, en Belgique, et en Suisse. En 2015, l’association OutdoorLab commercialise 400 k€ de prestations de prestations en services.
Un réseau national des stations de trail est créé, avec l'ouverture de deux lieux pour l'année 2012). Cette initiative est récompensée par des Trophées de « l’innovation Bref Rhône-Alpes », et du Janus décerné par l’Institut français du Design. 
En 2015, le réseau de Stations de Trail et des Espaces ski-de-rando a implanté son concept de diversification touristique sur 23 sites en France et à l’étranger, avec des perspectives de déploiement d’une quinzaine d’autres sites.

## Benoit Laval
Benoit Laval est né dans les années 1970. Passionné de montagne et de course à pied, qu’il pratique en compétition depuis l’âge de neuf ans, il a développé un goût pour l’entrepreneuriat et le management dès ses études et son service militaire. Inscrit à l'ASPTT Paris Île-de-France, il suit ensuite une formation d’ingénieur textile à l’ESTIT de Lille. Il réalise son premier marathon à l'âge de vingt ans et dès l'année suivante, traverse les Pyrénées sur plus de 500 km. Se rapprochant encore de la montagne, il intègre les Chasseurs alpins à Bourg-Saint-Maurice pour son service militaire. La transition entre les courses sur pistes et celles en pleine nature se fait vers cette époque. À l'aube de l'an 2000, il court régulièrement trail après trail, activité qu'il préfère ; de nos jours, c'est une vingtaine d'épreuves sportives par an et une soixantaine de kilomètres d'entrainements chaque semaine en fonction de ses impératifs professionnels.
Pratiquant régulier de course à pied sous diverses formes ainsi que de ski, Benoît Laval participe à l’Ut4M Challenge en août 2016 et à la Barkley-100 en 2016 et en 2017 dans le Tennessee aux USA : la course de Trail connue comme la plus dure du monde. Avant, il se classe 5e lors de l’Ultra-Trail-Gobi-Race (400 km non stop) en 2015, dans le désert de Gobi en chine (107 heures d’effort), 9e au Marathon des Sables, 5e en 1999 puis 2e et 4e à la difficile Diagonale des fous, gagne l’Annapurna Mandala Trail au Népal et onze fois le Défi de l’Oisans ; cette course de 200 km est d'ailleurs le tout premier trail auquel il participe. Également, il termine 5e au championnat de France des 100 kilomètres, 13e aux 100 km de Millau, champion du monde de raids d’orientation, trois fois vice-champion de France de raids d’orientation, deux fois champion de France de raquette à neige, 6e à la coupe d’Europe de raquette à neige, et vainqueur de la Pierra Menta en mixte.
En 2017, Benoît Laval est cocréateur de la Chartreuse Terminorum, petite sœur de la Barkley Marathons.